# Орлув-Муровани
Орлув-Муровани (пол. Orłów Murowany) — село в Польщі, у гміні Ізбиця Красноставського повіту Люблінського воєводства.
Населення — 182 особи (2011).
У 1975-1998 роках село належало до Замойського воєводства.

## Демографія
Демографічна структура станом на 31 березня 2011 року:
|          | Загалом | Допрацездатний вік | Працездатний вік | Постпрацездатний вік |
| -------- | ------- | ------------------ | ---------------- | -------------------- |
| Чоловіки | 94      | 17                 | 64               | 13                   |
| Жінки    | 88      | 16                 | 44               | 28                   |
| Разом    | 182     | 33                 | 108              | 41                   |